# Адріан Чорномаз
Адріан Чорномаз (ісп. Adrián Czornomaz, народився 30 квітня 1968 року в окрузі Авельянеда) — аргентинський футболіст українського походження, Грав на позиції нападника за декілька команд, в основному з ліги Primera B Nacional.

## Біографія
Вихованець молодіжної академії «Архентіно де Кільмес» (ісп. Argentino de Quilmes), дебютувавши в сезоні 1986/87.
Адріан також грав за «Індепендьєнте», «Сан-Лоренсо де Альмагро», «Банфілд», «Кільмес», «Лос-Андес», «Тукуман», «Хімнасія і Есгріма» (Жужуй), «Тігре», «Індепендьєнте Рівадавія», «Трістан Суарес», віденський «Рапід» в Австрії, «Універсітаріо» і «Спортінг Крістал» в Перу і «УАНЛ Тигрес» в Мексиці.

## Досягнення
- Ліга Аргентина: 1988/89
- Національна Б: 1992/93
- Фіналіст Кубка Лібертадорес: 1997
- Максимальний голеадор Liga Argentina of First «B» National (2): 1995/96 та 1998/99
- Максимальний голеадор Chile Glass (1): 1990